# Sh2-48
Sh2-48 (également connue sous le nom de RCW 162) est une nébuleuse en émission visible dans l'Écu de Sobieski.
Elle est située dans la partie sud-ouest de la constellation, à environ 2° à l'est de la célèbre nébuleuse de l'Aigle (M16). Elle s'étend sur une dizaine de minutes d'arc en direction d'une région de la Voie lactée pleine de champs d'étoiles et en partie obscurcie par de denses nuages de poussière. La période la plus propice à son observation dans le ciel du soir se situe entre juin et novembre. Étant à une déclinaison de 14 °S, son observation est légèrement facilitée par l'hémisphère sud.
C'est une grande région H II située sur le Bras Écu-Croix, probablement à une distance d'environ 3 840 pc (∼12 500 al), dans une région très interne de la Voie lactée. Selon Avedisova, le responsable de son ionisation pourrait être l'étoile double ADS 11285, de couleur bleue et de classe spectrale O8V. Cependant, les estimations de distance pour cette étoile sont d'environ 3 100 pc (∼10 100 al) et cela impliquerait que la nébuleuse serait à une distance plus courte. Dans les deux cas, Sh2-48 serait dans la même région galactique que la grande superbulle connue sous le nom de Superbulle de l'Écu, avec laquelle elle pourrait également être physiquement liée. La région de formation d'étoiles à laquelle appartient la nébuleuse comprendrait également quelques grands nuages moléculaires parmi lesquels [SYCSW] 164, [SYCSW] 164A et [SRBY] 52,, en plus de la source de rayonnement infrarouge IRAS 18194-1438.